# Krištof (priimek)
Krištof  je priimek več znanih ljudi:
- Milan Krištof (1900—?), profesor na kemijski fakulteti v Beogradu
- Radoslav Krištof (1842—1904), zdravnik in veterinarski strokovnjak
- Tomaž Krištof, arhitekt, predsednik Zbornice za arhitekturo in prostor